# Куби Фора
Куби Фора или Коби Фора (Koobi Fora /ˈkubi ˈfɔrə/) је праисторијски археолошки локалитет и област која је налази у северној Кенији, на источној обали језера Туркана, 746 километара удаљено од главног града Најробија где су откривени фосилни налази хоминида. Куби Фора обухвата површину од 700 квадратних миља.

## Историјат истраживања
Истраживање локалитета започело је 1968. године када су откривени фосилни остаци хоминида из доба Плиоцена и Плеистоцена (откривено је 70 фосилних налаза). Аустралопитекус Сенсу Лату датован је у период од пре око 2 милиона година. Између 1968. и 1972. године откривено је 87 остатака хоминида, као и камене алатке и фосилизоване кости животиња.
Прву лобању аустралопитекуса на локалитету је открио палеонтолог Ричард Лики. Такође су откривени остаци хомо хабилиса и хомо еректуса. До 1994. године на локалитету је откривено 200 налаза хоминида међу којима су најзначајнији из породице аустралопитекуса и породице хомо:
- Аустралопитекус анаменсис (Australopithecus anamensis)
- Аустралопитекус бојсеи (Australopithecus boisei)
- Хомо хабилис (Homo habilis)
- Хомо рудолфенсис (Homo rudolfensis)
- Хомо ергастер (Homo ergaster)